# Discografia di Brian Eno

## Album

### Album in studio
- 1973 – (No Pussyfooting) (con Robert Fripp)
- 1973 – Here Come the Warm Jets
- 1974 – Taking Tiger Mountain (By Strategy)
- 1975 – Another Green World
- 1975 – Discreet Music
- 1975 – Evening Star (con Robert Fripp)
- 1977 – Cluster & Eno (con i Cluster)
- 1977 – Before and After Science
- 1978 – Ambient 1: Music for Airports
- 1978 – Music for Films
- 1978 – After the Heat (con Hans-Joachim Roedelius e Dieter Moebius)
- 1980 – Ambient 2: The Plateaux of Mirror (con Harold Budd)
- 1980 – Fourth World, Vol. 1: Possible Musics (con Jon Hassell)
- 1981 – My Life in the Bush of Ghosts (con David Byrne)
- 1982 – Ambient 4: On Land
- 1983 – Apollo: Atmospheres and Soundtracks
- 1983 – Music for Films Volume 2
- 1984 – The Pearl (con Harold Budd)
- 1985 – Thursday Afternoon
- 1985 – Hybrid (con Michael Brook e Daniel Lanois)
- 1988 – Music for Films III
- 1989 – Textures
- 1990 – Wrong Way Up (con John Cale)
- 1992 – Nerve Net
- 1992 – The Shutov Assembly
- 1993 – Neroli
- 1995 – Spinner (con Jah Wobble)
- 1995 – Original Soundtracks 1 (con gli U2)
- 1997 – The Drop
- 1997 – Extracts from Music for White Cube
- 1999 – Lightness - Music for the Marble Palace - The State Russian Museum, St. Petersburg
- 1999 – I dormienti
- 1999 – Kite Stories
- 2000 – Music for Civic Recovery Centre
- 2001 – Compact Forest Proposal - 5 Studies for "010101", San Francisco Museum of Modern Art, 2001
- 2001 – Drawn from Life (con J. Peter Schwalm)
- 2003 – January 07003: Bell Studies for the Clock of the Long Now
- 2004 – The Equatorial Stars (con Robert Fripp)
- 2005 – Another Day on Earth
- 2005 – More Music for Films
- 2006 – 77 Million (Laforet, Tokyo, March 2006)
- 2007 – Beyond Even (1992-2006) (con Robert Fripp)
- 2008 – Everything That Happens Will Happen Today (con David Byrne)
- 2010 – Making Space
- 2010 – Small Craft on a Milk Sea (con Leo Abrahams e Jon Hopkins)
- 2011 – Drums Between the Bells (con Rick Holland)
- 2011 – Panic of Looking (con Rick Holland)
- 2012 – Lux
- 2014 – Someday World (con Karl Hyde)
- 2014 – High Life (con Karl Hyde)
- 2015 – My Squelchy Life (2 LP limited edition)
- 2016 – The Ship
- 2017 – Reflection
- 2017 – Sisters
- 2017 – Finding Shore (con Tom Rogerson)
- 2020 – Mixing Colours (con Roger Eno)

### Album dal vivo
- 1974 – June 1, 1974 (con Kevin Ayers, John Cale e Nico)

### Raccolte
- 1983 – Working Backwards: 1983-1973
- 1984 – Begegnungen (con Dieter Moebius, Hans-Joachim Roedelius e Conny Plank)
- 1985 – Begegnungen II (con Dieter Moebius, Hans-Joachim Roedelius e Conny Plank)
- 1985 – Old Land (con i Cluster)
- 1986 – More Blank Than Frank/Desert Island Selection
- 1993 – Brian Eno I: Instrumental
- 1993 – Brian Eno II: Vocal
- 1994 – The Essential Fripp & Eno
- 1999 – Sonora Portraits
- 2003 – Curiosities Volume I
- 2004 – Curiosities Volume II
- 2017 – Music For Installations

### Colonne sonore
- 1970 – Berlin Horse, (colonna sonora dell'omonimo cortometraggio di Malcolm Le Grice)
- 1976 – Sebastiane, (colonna sonora del film Sebastiane di Derek Jarman)
- 1981 – Egon Schiele: Excess and Punishment, (colonna sonora del film Inferno e passione di Herbert Vesely)
- 1984 – Dune, (brano Prophecy Theme per la colonna sonora del film Dune di David Lynch)
- 1987 – Opera, (brani White Dakeness, Balance e From the Begining per la colonna sonora del film Opera di Dario Argento)
- 1989 – For All Mankind, (colonna sonora dell'omonimo documentario di Al Reinert)
- 1994 – Glitterbug, (colonna sonora dell'omonimo cortometraggio di Derek Jarman)
- 2000 – Music for Onmyo-Ji (con i Reigakusya e J. Peter Schwalm; musica per il film d'animazione  Onmyouji di Reiko Okano)
- 2009 – The Lovely Bones, (colonna sonora del film Amabili resti di Peter Jackson)

## Extended play
- 1992 – Ali Click
- 1992 – Fractal Zoom

## Singoli
- 1974 – Seven Deadly Finns
- 1975 – The Lion Sleeps Tonight
- 1978 – King's Lead Hat
- 1981 – The Jezebel Spirit (con David Byrne)
- 1981 – Regiment (con David Byrne)
- 1986 – Backwater
- 1986 – Spinning Away (con John Cale)
- 2007 – Baby's on Fire
- 2008 – Strange Overtones (con David Byrne)
- 2009 – Life Is Long (con David Byrne)

## Videografia

### Album video
- 1977 – Jubilee
- 1981 – Mistaken Memories of Mediaeval Manhattan
- 1985 – Thursday Afternoon
- 1989 – Imaginary Landscapes
- 2005 – 14 Video Paintings
- 2006 – 77 Million Paintings
- 2007 – 77 Million Paintings Second Revised Edition

## Produzioni e collaborazioni (lista parziale)
- 1973 – Portsmouth Sinfonia: Portsmouth Sinfonia Plays the Popular Classics (clarinetto)
- 1974 – Portsmouth Sinfonia: Portsmouth Sinfonia: Hallelujah (clarinetto)
- 1974 – John Cale: Fear (produttore esecutivo, tastiere in Slow Dazzle, Helen Of Troy, Guts, Caribbean Sunset e Words For The Dying)
- 1974 – Lady June: Lady June's Linguistic Leprosy (compositore e strumenti vari)
- 1974 – Genesis: The Lamb Lies Down on Broadway (effetti sulla voce)
- 1975 – Phil Manzanera: Diamond Head (compositore, voce, strumenti vari ed effetti)
- 1975 – Quiet Sun: Mainstream (sintetizzatore)
- 1975 – Robert Wyatt: Ruth Is Stranger Than Richard (sintetizzatori, chitarra ed effetti)
- 1975 – Jack Lancaster, Robin Lumley: The Rock Peter and the Wolf (sintetizzatore)
- 1975 – Robert Calvert: Lucky Leif And The Longships (produttore)
- 1976 – Penguin Cafe Orchestra: Music from the Penguin Cafe (produttore esecutivo)
- 1976 – David Bowie: Low (compositore, voce, strumenti vari ed effetti)
- 1976 – Ultravox!: Ultravox! (produttore)
- 1976 – 801: 801 Live (voce e strumenti vari)
- 1977 – David Bowie: "Heroes" (compositore, sintetizzatori, tastiere, effetti)
- 1977 – Phil Manzanera: Listen Now (strumenti vari)
- 1978 – Devo: Q: Are We Not Men? A: We Are Devo! (produttore)
- 1978 – Talking Heads: More Songs About Buildings and Food (produttore, voce e strumenti vari)
- 1978 – AA.VV.: No New York (produttore)
- 1978 – David Bowie: Lodger (compositore, strumenti vari ed effetti))
- 1979 – Brian Eno & Pete Sinfield: Robert Sheckley's In A Land Of Clear Colors (compositore e strumenti vari; con Pete Sinfield che recita un racconto di Robert Sheckley, libro + LP)
- 1979 – Talking Heads: Fear of Music (produttore, compositore, controcanto ed effetti)
- 1980 – Laraaji: Ambient 3: Day of Radiance (produttore ed effetti)
- 1981 – Edikanfo: The Pace Setters (produttore)
- 1981 – David Byrne: The Catherine Wheel (compositore, voce e strumenti vari)
- 1984 – U2: The Unforgettable Fire (produttore, voce ed effetti)
- 1984 – AA.VV.: Dune Soundtrack (compositore)
- 1985 – Teresa De Sio: Africana (tastiere, compositore)
- 1986 – Jon Hassell: Power Spot (produttore)
- 1987 – U2: The Joshua Tree (tastiere, programmatore DX7, controcanto - produttore)
- 1988 – Teresa De Sio: Sindarella Suite (tastiere, compositore)
- 1989 – Zvuki Mu: Zvuki Mu (produttore)
- 1991 – U2: Achtung Baby (produttore e tastiere)
- 1992 – Peter Gabriel: Us (tastiere)
- 1993 – U2: Zooropa (sintetizzatori, piano, effetti, controcanto, nastri, harmonium, produttore)
- 1993 – James: Laid (produttore)
- 1993 – Slowdive: Souvlaki (effetti e tastiere)
- 1994 – Bryan Ferry: Mamouna (effetti e compositore)
- 1994 – Laurie Anderson: Bright Red (compositore, tastiere, effetti e produttore)
- 1994 – Chris Juul, Doug Jipson e Brian Eno: Headcandy with Music from Brian Eno (compositore e strumenti vari)
- 1995 – Arto Lindsay: O Corpo Sutil - The Subtle Body (effetti)
- 1997 – David Bowie: EART HL I NG (Eno/Bowie compongono I'm Afraid of Americans)
- 1997 – Robert Wyatt: Shleep (Eno/Wyatt compongono Heaps of Sheeps)
- 1997 – Harmonia 76: Tracks and Traces (produttore, compositore, strumenti vari e voce; brani inediti registrati nel 1976; la rimasterizzazione del 2009 viene attribuita a Harmonia & Eno '76)
- 1999 – New Composers Sp. Guest Brian Eno: Smart (compositore e campionatore)
- 1999 – James: Millionaires (produttore)
- 2000 – AA.VV.: The Million Dollar Hotel: Music from the Motion Picture (compositore, produttore e tastiere)
- 2000 – Sinead O'Connor: Faith and Courage (co-produttore di Emma's Song)
- 2000 – J. Peter Schwalm e Brian Eno: Slop Shop - Makrodelia 2 (compositore, produttore e strumenti vari)
- 2000 – Sikter: Now, Always, Never (produttore e tastiere)
- 2000 – U2: All That You Can't Leave Behind (produttore, sintetizzatori e voce)
- 2000 – J. Peter Schwalm e Brian Eno: Music for Onmyo-ji (compositore, produttore e strumenti vari)
- 2001 – James: Pleased to Meet You (produttore)
- 2002 – J. Peter Schwalm e Brian Eno: Drawn from Life (compositore, produttore e strumenti vari)
- 2002 – Bryan Ferry: Frantic (compositore, strumenti vari e voce)
- 2003 – Philip Glass: Bowie & Eno Meet Glass - Heroes/low Symphonies (compositore, sinfonie di Philip Glass basate sugli album Low e "Heroes" composti da Eno con Bowie)
- 2003 – Robert Wyatt: Cuckooland (controcanto)
- 2003 – Roger Eno: 18 Keyboard Pieces by Hans Friedrich Micheelsen (produttore)
- 2003 – Unkle: Never, Never, Land (Unkle, Eno e Jarvis Cocker compongono I Need Something Stronger)
- 2004 – Rachid Taha: Tékitoi (compositore, batteria, sintetizzatore, voce)
- 2004 – Various Artists - Unity: The Official Athens 2004 Olympic Games Album (Eno/Skin/Rachid Taha: Still Standing)
- 2004 – Phil Manzanera: 6PM (effetti Enotronic in Broken Dreams, Waiting for the Sun to Shine, Manzra & Wish You Well)
- 2005 – Coldplay: X&Y (sintetizzatore nella traccia Low)
- 2005 – Phil Manzanera: 50 Minutes Later (compositore, effetti, tastiere)
- 2006 – Jools Holland & His Rhythm & Blues Orchestra: Moving Out to the Country (compositore)
- 2006 – AA.VV.: Compounds + Elements: an Introduction to All Saints Records (compilation con 4 brani di Eno)
- 2006 – AA.VV.: Plague Songs (con Robert Wyatt nel brano Flies)
- 2006 – J. Peter Schwalm: Musikain (compositore, voce, chitarra e arrangiamento)
- 2006 – Paul Simon: Surprise (compositore, strumenti elettronici e paesaggio sonoro)
- 2007 – Bryan Ferry: Dylanesque (strumenti elettronici in If Not For You)
- 2007 – Belinda Carlisle: Voila (tastiere)
- 2007 – Robert Wyatt: Comicopera (compositore, tastiere, effetti, enotron: voce campionata di Eno suonata da Wyatt)
- 2008 – Leo Abrahams: The Unrest Cure (voce in No Frame e cori in 2000 Years from Now)
- 2008 – Coldplay: Viva la vida or Death and All His Friends (produttore e paesaggio sonoro)
- 2008 – Grace Jones: Hurricane (tastiere, effetti, controcanto e produttore)
- 2008 – Dido: Safe Trip Home (Dido Armstrong, Rollo Armstrong, Brian Eno compongono Grafton Street)
- 2009 – U2: No Line on the Horizon (compositore, rhythm loop, programming, sintetizzatori, voce e produttore)
- 2010 – Bryan Ferry: Olympia (sintetizzatori)
- 2011 – Coldplay: Mylo Xyloto (compositore ed effetti)
- 2013 – Peter Gabriel: And I'll scratch yours (esegue una cover di Mother of Violence di Gabriel)
- 2013 – James Blake: Overgrown (compositore e produttore)
- 2014 – Damon Albarn: Everyday Robots
- 2014 – Owen Pallett: In Conflict
- 2023 – Fred Again e Brian Eno: Secret Life